# Bärbel Inhelder
Bärbel Inhelder   (Sankt Gallen, 15 d'abril de 1913 - Visp, 16 de febrer de 1997) va ser una psicòloga suïssa, reconeguda pel seu treball sobre desenvolupament dels infants.
Va dur a terme la seva tasca investigadora a la Universitat de Ginebra i va contribuir de forma decisiva a la consolidació de l'epistemologia genètica. Va estudiar els processos cognitius en adolescents, especialment amb relació al seu desenvolupament. El treball d'Inhelder va ser significatiu en el descobriment de l'etapa operativa formal del desenvolupament infantil que es produeix durant la transició entre la infància i l'adolescència.
Va treballar durant anys amb el també psicòleg Jean Piaget amb qui va signar un gran nombre de publicacions. Les contribucions de Inhelder a la psicologia del desenvolupament van fer que fos elegida membre honorària estrangera de l'Acadèmia Americana de les Arts i les Ciències. Va morir el 1997 per causes naturals. El seu treball continua essent utilitzat en la psicologia del desenvolupament.